# 1716 en science
| Années de la science : 1713 - 1714 - 1715 - 1716 - 1717 - 1718 - 1719    |
| Décennies de la science : 1680 - 1690 - 1700 - 1710 - 1720 - 1730 - 1740 |

Cet article présente les faits marquants de l'année 1716 en science.

## Événements
- Le savant britannique Edmund Halley perfectionne la cloche de plongée[1].

## Publications
- Hubert Gautier, ingénieur français : Traité des ponts et chemins des Romains et des Modernes[2] (appelé Henri Gautier dans A. Brunot et R. Coquand, Le Corps des Ponts et Chaussées, Éditions du CNRS, 1982).
- Jean Kunckel : Collegium physico-chymicum experimentale, oder Laboratorium chymicum in welchen deutlich und gruendlich von den wahren Principis in der Natur gehandelt wird Hambourg et Leipzig, posthume.

## Naissances

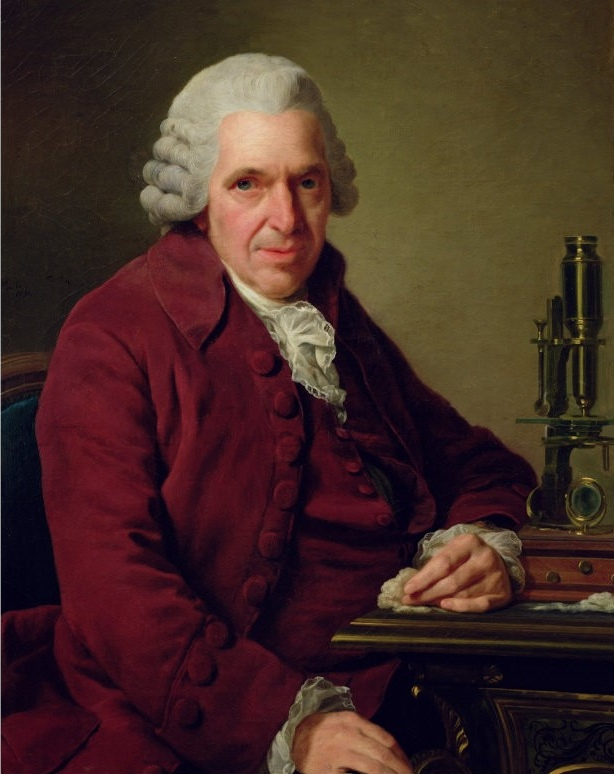
Louis Daubenton en 1791.
Portrait par Alexander Roslin.

- 12 janvier : Antonio de Ulloa (mort en 1795), explorateur, astronome, écrivain, général et gouverneur espagnol de la Louisiane.
- 20 janvier : Jean-Jacques Barthélemy (mort en 1795), ecclésiastique, archéologue, numismate et homme de lettres français.
- 16 février : Pierre Le Guay de Prémontval (mort en 1764), mathématicien et philosophe français.
- 26 février : Giovanni Luca Zuzzeri (mort en 1746), numismate et archéologue italien.
- 6 mars : Pehr Kalm (mort en 1779), botaniste et explorateur suédois.
- 29 mai : Louis Jean-Marie Daubenton (mort en 1799), naturaliste français.
- 18 août : Johan Maurits Mohr (mort en 1775), missionnaire et astronome hollandais.
- 27 décembre : Leonardo Ximenes (mort en 1786), mathématicien, ingénieur, astronome, géographe et universitaire italien.

- James Brindley (mort en 1772), ingénieur anglais, constructeur de canal.

## Décès

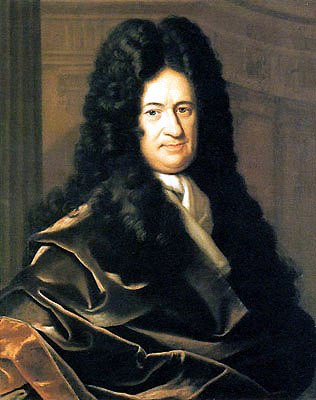
Gottfried Wilhelm Leibniz

- 5 juin : Roger Cotes (né en 1682), mathématicien anglais.
- 9 juillet : Joseph Sauveur (né en 1653), physicien français.
- 2 novembre : Engelbert Kaempfer (né en 1651), médecin et voyageur allemand.
- 14 novembre : Gottfried Wilhelm Leibniz (né en 1646), scientifique et mathématicien allemand.